# Ганс Ерлер
Ганс Ерлер (нім. Hans Erler; 14 жовтня 1874, Бреслау — 28 вересня 1958, Нойштадт) — німецький офіцер, контрадмірал запасу крігсмаріне.

## Біографія
16 квітня 1894 року вступив в кайзерліхмаріне. Учасник Першої світової війни. 31 жовтня 1919 року звільнений у відставку. 23 серпня 1939 року переданий в розпорядження крігсмаріне. 21 серпня 1940 року призначений в кадровий відділ ОКМ, одночасно тимчасовий суддя Берлінського призового суду. 31 березня 1943 року звільнений у відставку.

## Звання
- Кадет (16 квітня 1894)
- Морський кадет (13 травня 1895)
- Унтерлейтенант-цур-зее (25 жовтня 1897)
- Оберлейтенант-цур-зее (10 серпня 1900)
- Капітан-лейтенант (21 березня 1905)
- Корветтен-капітан (11 листопада 1911)
- Фрегаттен-капітан (18 січня 1918)
- Капітан-цур-зее запасу (11 грудня 1920)
- Контрадмірал запасу (1 червня 1940)
- Капітан-цур-зее до розпорядження (7 квітня 1941)

## Нагороди
- Столітня медаль (22 березня 1897)
- Китайська медаль в бронзі
- Орден Червоного орла 4-го класу (19 вересня 1912)
- Залізний хрест 2-го і 1-го класу
- Ганзейський Хрест (Гамбург)
- Хрест «За вислугу років» (Пруссія) (25 років)
- Фландрійський хрест
- Почесний хрест ветерана війни з мечами